# Grewenich
Grewenich  (luxemburgisch Griewenech) ist ein Ortsteil der Ortsgemeinde Langsur im Landkreis Trier-Saarburg in Rheinland-Pfalz.

## Lage
Grewenich liegt im Tal des Stegbaches. Durch den Ort verläuft die L 43. Nachbarorte sind im Osten Trierweiler und Fusenich, im Süden Mesenich und im Westen Metzdorf.

## Geschichte
Im Jahr 1190 wird das Dorf als „Crevenich“ das erste Mal urkundlich erwähnt. 1624 war Grewenich infolge der Pest fast gänzlich ausgestorben. Nur noch eine Feuerstelle gab es. Schon 1613 wurde das Pestkreuz aufgestellt. Nie gänzlich untergegangen, wurde Grewenich nach den Pestjahren wiederbesiedelt.

## Politik
Grewenich ist gemäß Hauptsatzung einer von vier Ortsbezirken der Ortsgemeinde Langsur. Der Ortsbezirk umfasst das Gebiet der ehemaligen selbstständigen Gemeinde. Auf die Bildung eines Ortsbeirats wurde verzichtet. Die Interessen des Ortsbezirks werden durch einen Ortsvorsteher vertreten.
Christina Hansen (FW Langsur e. V.) wurde am 2. September 2024 Ortsvorsteherin von Grewenich. Bei der Direktwahl am 9. Juni 2024 war sie als einzige Bewerberin mit einem Stimmenanteil von 86,9 % für fünf Jahre gewählt worden.
Hansens Vorgänger Ewald Daleiden (CDU) kandidierte bei der Wahl 2024 nicht erneut als Ortsvorsteher. Zuletzt bei der Direktwahl am 26. Mai 2019 war er mit einem Stimmenanteil von 89,19 % für weitere fünf Jahre in seinem Amt bestätigt worden.

## Sehenswürdigkeiten
Am südlichen Ortsrand besteht die katholische Filialkirche St. Briktius, welche der Pfarrei Mesenich angehört. Erwähnenswert ist außerdem noch der Dreiseithof mit dem klassizistischen Wohnhaus aus dem Jahr 1850.